# 黄晓渝
黄晓渝（1973年3月—），广东阳江人，汉族，中国共产党党员。中华人民共和国政治人物、第十三届全国人民代表大会广东地区代表。
任阳江市人民医院感染管理科科长。2018年2月24日，当选为第十三届全国人大代表。